# Chermoula

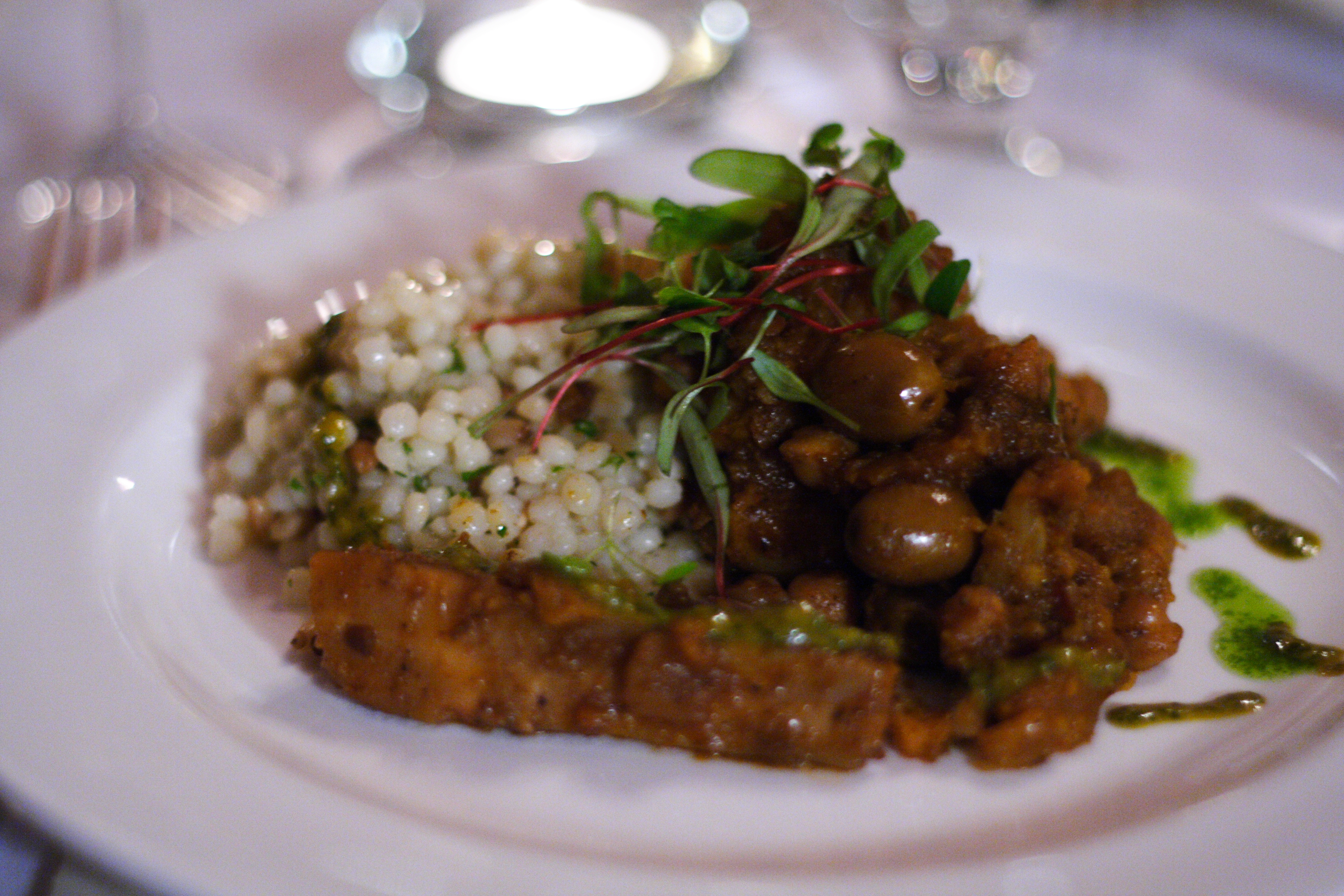
Tajinegericht mit Chermoulamarinade

Chermoula oder Charmoula (arabisch شرمولة, DMG Šarmūla) ist eine Marinade der algerischen, marokkanischen und tunesischen Küche. Normalerweise wird sie für Fisch oder Meeresfrüchte verwendet, kann aber auch für Fleisch oder Gemüse benutzt werden.

## Zusammensetzung
Chermoula besteht aus den beiden frischen Grundzutaten Knoblauch und Koriander und enthält als weitere Zutaten in der Regel Öl, eingelegte Zitronen und/oder Zitronensaft, Cumin, sowie Salz. Es gibt verschiedene, von der Region abhängige Rezepte mit weiteren Gewürzen. So kann Chermoula auch Zwiebeln, Paprikapulver, schwarzen Pfeffer und/oder Safran enthalten. Die Mischungsverhältnisse sind sehr unterschiedlich.
Eine marokkanische Version beinhaltet Petersilie, getrockneten Cumin, Paprikapulver, Salz und Pfeffer. Es ist die ursprüngliche Gewürzmischung für Grillfleisch und Fisch in der marokkanischen Küche.